# Episodi di Justice League Unlimited (prima stagione)
La prima stagione della serie animata Justice League Unlimited è andata in onda negli Stati Uniti d'America dal 31 luglio 2004 al 29 gennaio 2005 sul canale Cartoon Network. È stata prodotta dalla Warner Bros. Animation.
In Italia è stata trasmessa nel 2008 sul canale DeA Kids, mentre in chiaro su Italia 1 dal 24 agosto 2013.
| n. | Titolo originale                                        | Titolo italiano              | Prima TV USA      | Prima TV Italia |
| -- | ------------------------------------------------------- | ---------------------------- | ----------------- | --------------- |
| 1  | Initiation                                              | Un nuovo arrivo              | 31 luglio 2004    | 2008            |
| 2  | For the Man Who Has Everything                          | Per un uomo che ha già tutto | 7 agosto 2004     |                 |
| 3  | Kid Stuff                                               | Storie di bimbi              | 14 agosto 2004    |                 |
| 4  | Hawk and Dove                                           | Il falco e la colomba        | 21 agosto 2004    |                 |
| 5  | This Little Piggy                                       | Piccolo Maialino             | 28 agosto 2004    |                 |
| 6  | Fearful Symmetry                                        | Simmetria spaventosa         | 4 settembre 2004  |                 |
| 7  | The Greatest Story Never Told                           | Una grande storia            | 11 settembre 2004 |                 |
| 8  | The Return                                              | Il ritorno                   | 18 settembre 2004 |                 |
| 9  | Ultimatum                                               | Ultimatum                    | 4 dicembre 2004   |                 |
| 10 | Dark Heart                                              | Cuore scuro                  | 11 dicembre 2004  |                 |
| 11 | Wake the Dead                                           | Il risveglio                 | 18 dicembre 2004  |                 |
| 12 | The Once and Future Thing: Part 1 - Weird Western Tales | Ritorno al passato           | 22 gennaio 2005   |                 |
| 13 | The Once and Future Thing: Part 2 - Time, Warped        | Ritorno al futuro            | 29 gennaio 2005   |                 |

## Un nuovo arrivo
- Titolo originale: Initiation
- Diretto da: Joaquim dos Santos
- Scritto da: Stan Berkowitz

### Trama
Passato circa un anno dall'invasione Thanagariana, la Justice League si è espansa reclutando circa trenta altri membri e ricostruendo una "Torre di controllo" venti volte più grande. L'ultimo membro ad essere reclutato è Freccia Verde, il quale è diffidente verso la Lega poiché la ritiene troppo concentrata sulle grandi minacce invece che quelle dell'uomo comune. Inoltre non crede che le sue abilità siano all'altezza degli altri membri della Lega.
Tuttavia il suo senso dell'onore e dovere lo spingono a partecipare ad una missione in Chong Mai, paese posto tra la Corea e la Cina, assieme a Lanterna Verde, Supergirl e Capitan Atom per fermare un gigantesco robot nucleare.
Alla fine ciò che lo convince ad accettare l'invito ad unirsi alla lega è vedere Black Canary mettersi il costume nello spogliatoio della Torre di Controllo.

## Per un uomo che ha già tutto
- Titolo originale: For the Man Who Has Everything
- Diretto da: Dan Riba
- Scritto da: J. M. DeMatteis

### Trama
Batman e Wonder Woman fanno visita a Superman nella sua fortezza della solitudine, per trovarlo tuttavia succube di una pianta aliena speditagli dal Mongul, ex monarca del Pianeta della Guerra. La pianta lo tiene intrappolato in un mondo ideale dove Kripton esiste ancora e Superman vive una vita semplice e felice con la sua famiglia. La storia è un adattamento animato alla famosa graphic novel di Alan Moore and Dave Gibbons (gli autori di Watchmen), che dà il nome a questo episodio.

## Storie di bimbi
- Titolo originale: Kid Stuff
- Diretto da: Joaquim dos Santos
- Scritto da: Henry Gilroy

### Trama
Mordred prende il potere della madre ed esilia ogni adulto dalla realtà spedendoli in una dimensione di nulla assoluto; Morgana allora offre alla lega la possibilità di tornare nella realtà per sventare i piani del figlio tramutandoli in bambini di otto anni. Una Justice league infantile nell'aspetto e nel comportamento si trova dunque a dover sventare la presa di potere del giovane stregone. La comicità dell'episodio è data dalla cotta di Wonder Girl per Batboy che la ignora (esattamente come da adulti) e dal fatto che Etrigan sia un neonato.

## Il falco e la colomba
- Titolo originale: Hawk and Dove
- Diretto da: Joaquim dos Santos
- Scritto da: Robert Goodman

### Trama
Wonder Woman collabora con i fratelli supereroi Hawk e Dove per sventare i piani di Ares, il quale servendosi di una macchina da guerra senziente alimentata dall'odio mira a far scoppiare una guerra in centro Europa.

## Piccolo Maialino
- Titolo originale: This Little Piggy
- Diretto da: Dan Riba
- Scritto da: Paul Dini

### Trama
La strega millenaria Circe, trasforma Wonder Woman in un maialino per ripicca contro sua madre Hyppolita. Batman lavora dunque in coppia con la vecchia fiamma Zatanna per trovare la strega e riportare l'amazzone alla normalità; Circe impone come prezzo per ridare fattezze umane a Diana che Batman gli dia qualcosa di estremamente prezioso per lui. Ciò consegue la famosa scena in cui Batman canta Am'I Blue? di fronte a un pubblico entusiasta e le due maghe commosse.

## Simmetria spaventosa
- Titolo originale: Farefull Simmetry
- Diretto da: Dan Riba
- Scritto da: Robert Goodman

### Trama
Freccia Verde, Supergirl e The Question indagano sui misteriosi incubi della kryptoniana, arrivando così a scoprire che il Progetto Cadmus ha realizzato un clone della ragazza, invecchiato artificialmente fino all'età adulta chiamato Galatea (visibilmente ispirata a Power Girl).

## Una grande storia
- Titolo originale: The Greatest Story Never Told
- Diretto da: Dan Riba
- Scritto da: Andrew Kreisberg

### Trama
La Justice league si raccoglie al completo per affrontare una minaccia apocalittica. Ma l'episodio non parla di questo, è solo la cornice; difatti mentre la battaglia avviene, Booster Gold, supereroe commerciale e poco considerato volutamente lasciato indietro dagli altri membri della lega, salverà un'équipe di scienziati da un loro progetto tramutatosi in buco nero, dimostrando così di essere un vero eroe.

## Il ritorno
- Titolo originale: The return
- Diretto da: Joaquim dos Santos
- Scritto da: J.M. DeMatteis

### Trama
Lex Luthor viene rilasciato di prigione su condizionale; in quel momento però fa ritorno sulla terra Amazo, giunto per interrogare il miliardario sullo scopo della sua vita.

## Ultimatum
- Titolo originale: Ultimatum
- Diretto da: Joaquim dos Santos
- Scritto da: J.M. DeMatteis

### Trama
La Justice League fa la conoscenza di un gruppo di supereroi molto popolare di nome Ultimates, che sono al servizio del governo USA. Essi tuttavia scoprono di essere stati creati artificialmente ed in grande scala per essere continuamente rimpiazzati, a causa del loro DNA estremamente instabile; sconvolti si ribellano ai propri creatori e la Lega tenta di riportarli alla ragione. L'episodio è un tributo a I superamici, difatti tra gli Ultimates ci sono molti personaggi originari dello show.

## Cuore scuro
- Titolo originale: Dark Heart
- Diretto da: Dan Riba
- Scritto da: Warren Ellis

### Trama
La lega affronta l'invasione di un gruppo di Nanobot alieni; essi tuttavia si rivelano in grado di autoripararsi e non possono dunque essere semplicemente distrutti, e tocca quindi a Atom trovare il modo di fermarli.

## Il risveglio
- Titolo originale: Wake the Dead
- Diretto da: Joaquim dos Santos
- Scritto da: Dwayne McDuffie

### Trama
Un gruppo di studenti universitari tramite un incantesimo effettuato quasi per gioco finisce per resuscitare Solomon Groundy dalla morte, più potente di prima ma privo di ricordi ed incapace di ragionare. Mentre il mostro semina il panico in città, Shayera decide di tornare ad impugnare la Mazza e prendersi la responsabilità del suo vecchio amico; dunque torna a fare i conti con un mondo ostile che la disprezza dopo aver passato l'ultimo anno a meditare nella torre invisibile del Dottor Fate; dopo averlo combattuto, Shayera sarà costretta ad uccidere l'amico per farlo smettere di soffrire, Superman, colpito dal suo gesto la perdonerà e le offrirà la possibilità di tornare tra i membri fondatori della Lega, Shayera scoprendo che anche tra gli uomini c'è qualcuno che crede ancora in lei, accetta.

## Ritorno al passato
- Titolo originale: The Once and Future Thing: Part 1 - Weird Western Tales
- Diretto da: Dan Riba
- Scritto da: Dwayne McDuffie

### Trama
Batman, Wonder Woman e Lanterna Verde seguono Chronos in un viaggio nel tempo, trovandosi così nel vecchio West a collaborare con gli eroi DC di quell'epoca per far fronte ad un gruppo di banditi che grazie a Chronos (il quale sta disgregando il tempo provocandovi paradossi) sono dotati di armi ipertecnologiche; dopo la sconfitta dei briganti i tre seguono nuovamente Chronos, stavolta nel futuro, dove incontrano la Justice League del 2041, fra cui uno Static adulto, e si scopre che Warhawk (comparso in Batman Beyond) altri non è che il futuro figlio di John Stewart e Shayera Hol.

## Ritorno al futuro
- Titolo originale: The Once and Future Thing: Part 2 - Time, Warped
- Diretto da: Joaquim dos Santos
- Scritto da: Dwayne McDuffie

### Trama
Batman, Wonder Woman e Lanterna Verde si trovano nella Gotham City di Batman Beyond e collaborano con Terry McGinnis (il nuovo Batman), Static e la Justice League del futuro (o meglio i reduci dopo che Chronos è arrivato in quell'epoca uccidendone gli eroi, e anche Wonder Woman scompare a un certo momento, indice che è stata uccisa o non ha mai lasciato Themiscyra) per contrastare la minaccia del cronauta e dei Jokers; Il gruppo riesce ad intrappolare Chronos nel tempo e riportare l'universo alla sua normalità. L'episodio è un omaggio al crossover DC Crisi sulle terre infinite.